# Hůrky (přírodní rezervace)
Hůrky jsou přírodní rezervace severozápadně od obce Zahrádka v okrese Plzeň-sever. Oblast spravuje Agentura ochrany přírody a krajiny ČR. Důvodem ochrany je mozaika reprezentativních a zachovalých typů rašelinišť, slatinišť a mokřadních olšin s výskytem ohrožených druhů rostlin.

## Galerie

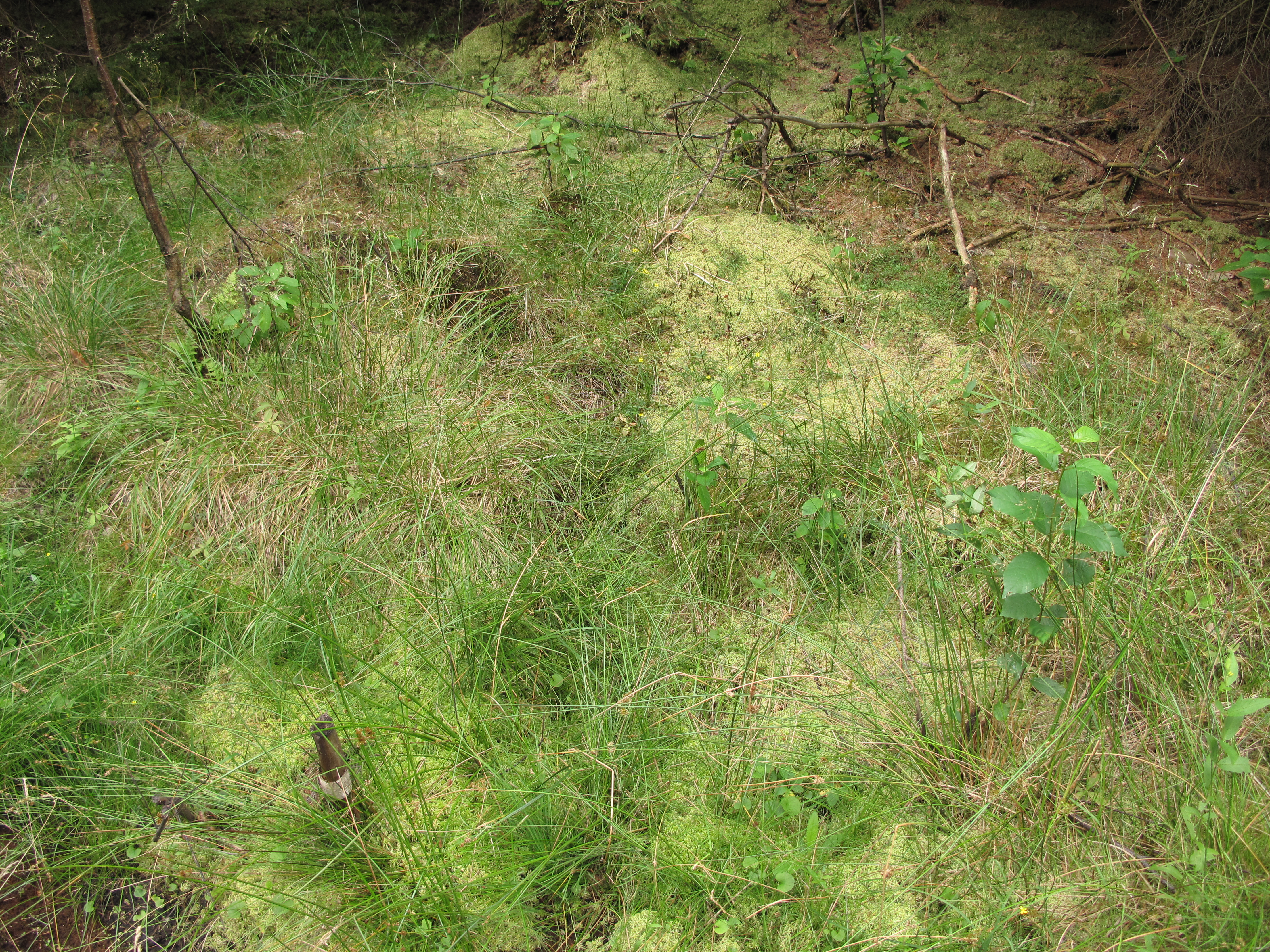
Rašeliník a tráva
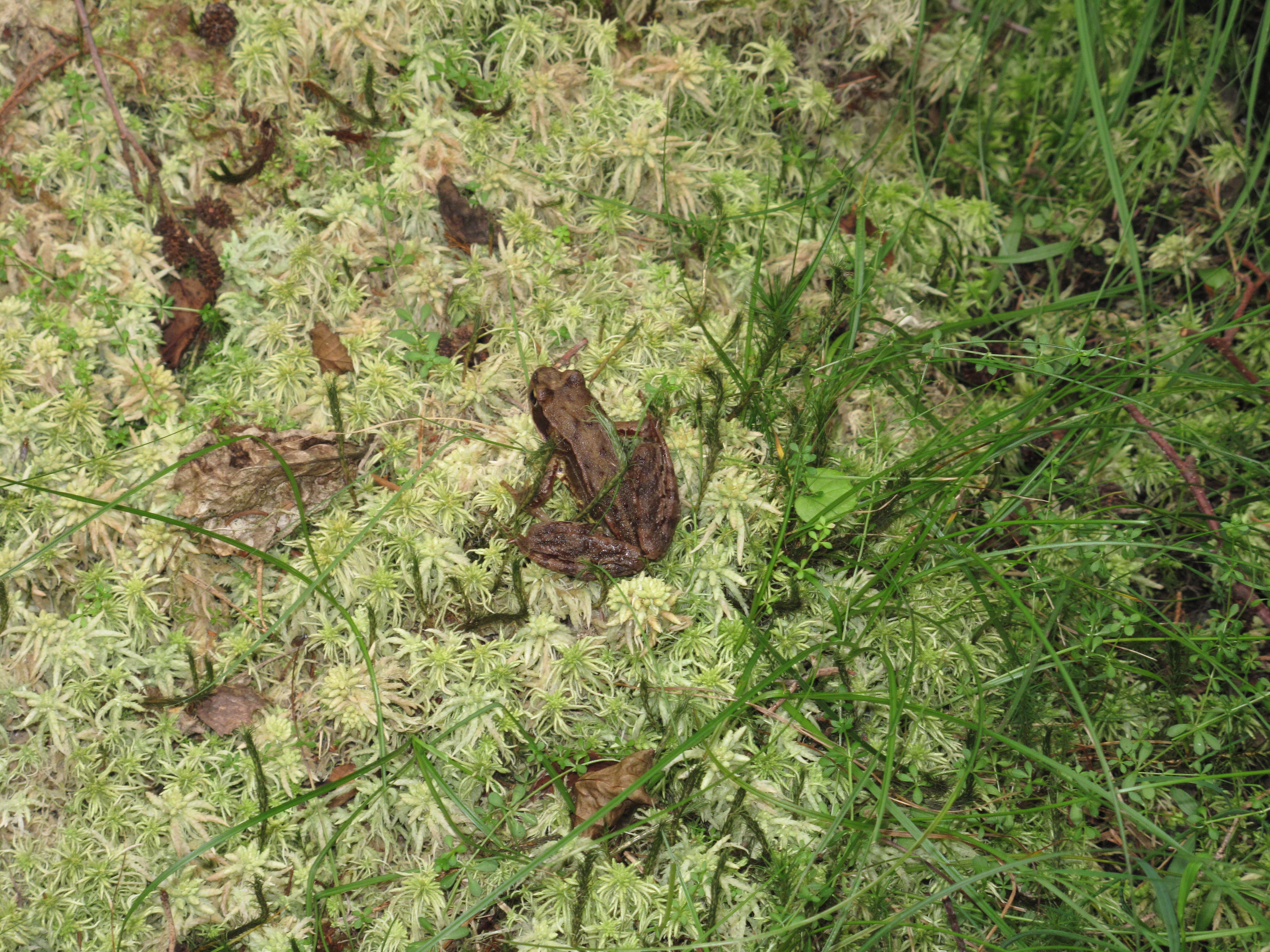
Žába
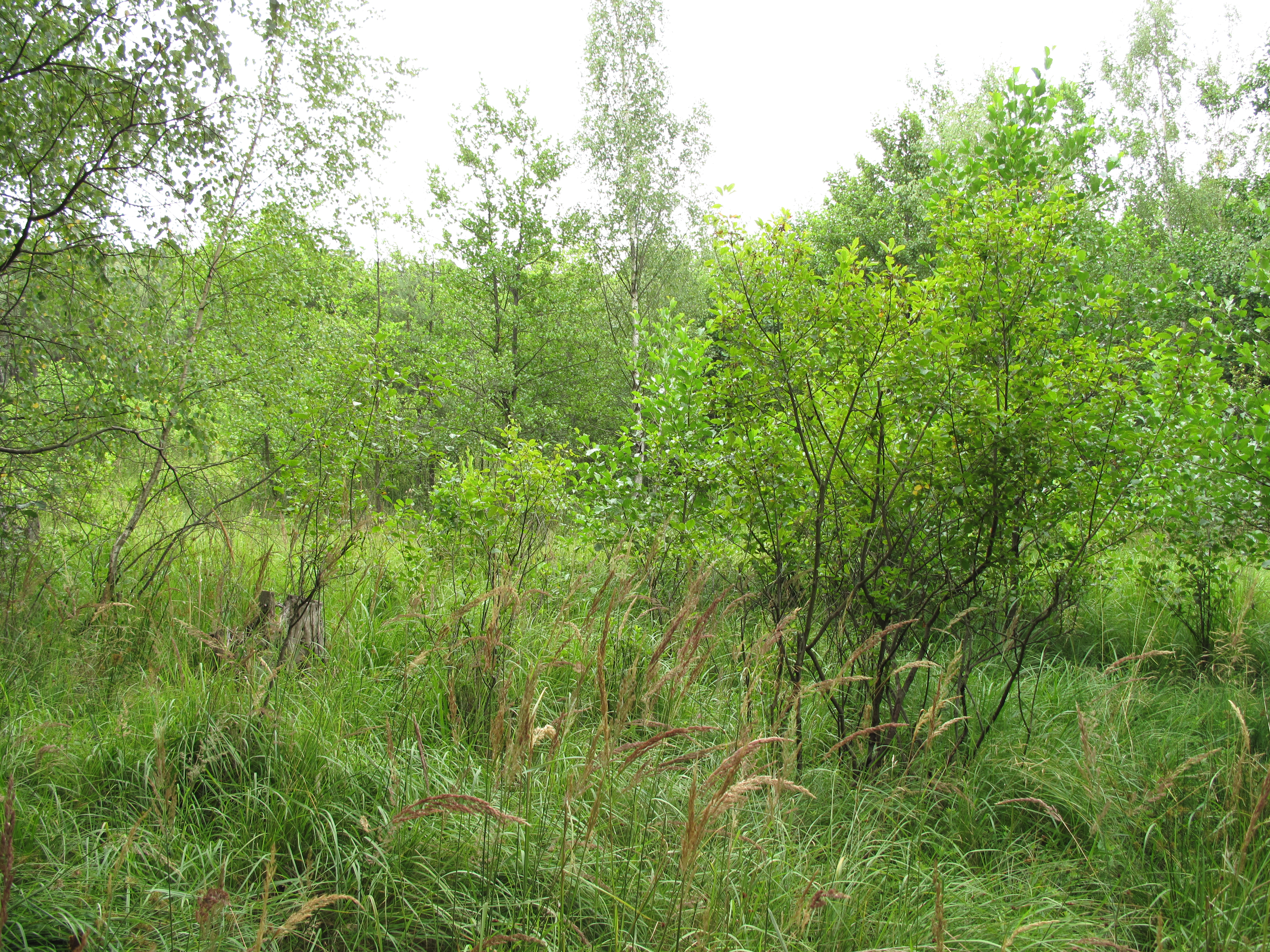
Keře
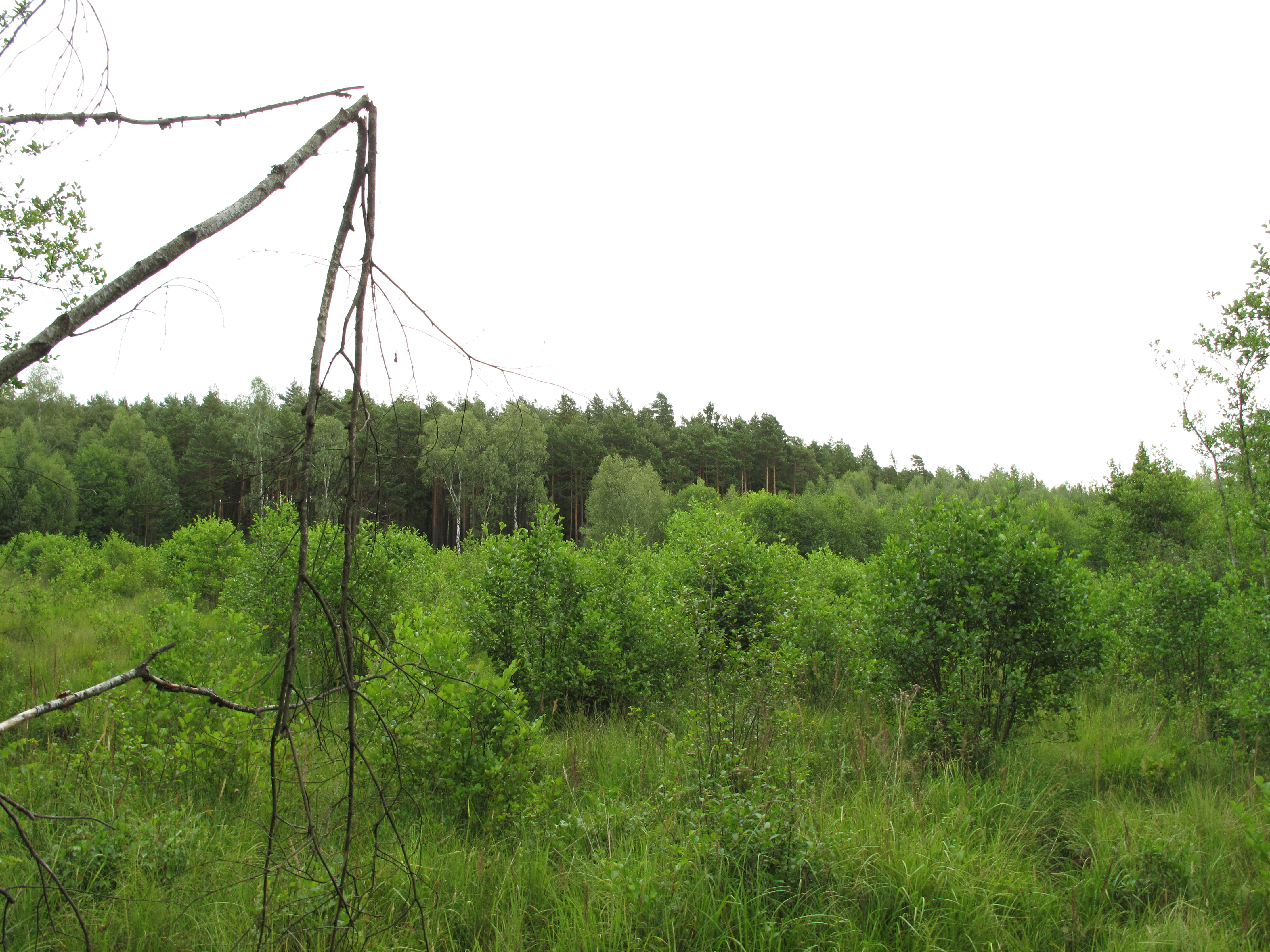
Mlazina